# عسل‌کش کاکلی
عسل‌کش کاکلی یا آکوهه‌کوهه (نام علمی: Palmeria dolei)، گونه‌ای از عسل‌کش‌های هاوایی است. این پرنده بومی جزیره مائویی در ʻ است. آکوهه‌کوهه به مالاریای پرندگان (Plasmodium relictum) که توسط پشه منتقل می‌شود، حساس است و تنها در جنگل‌های نمناک مرتفع (بیش از ۱۷۱۵ متر) زادآوری می‌کند.

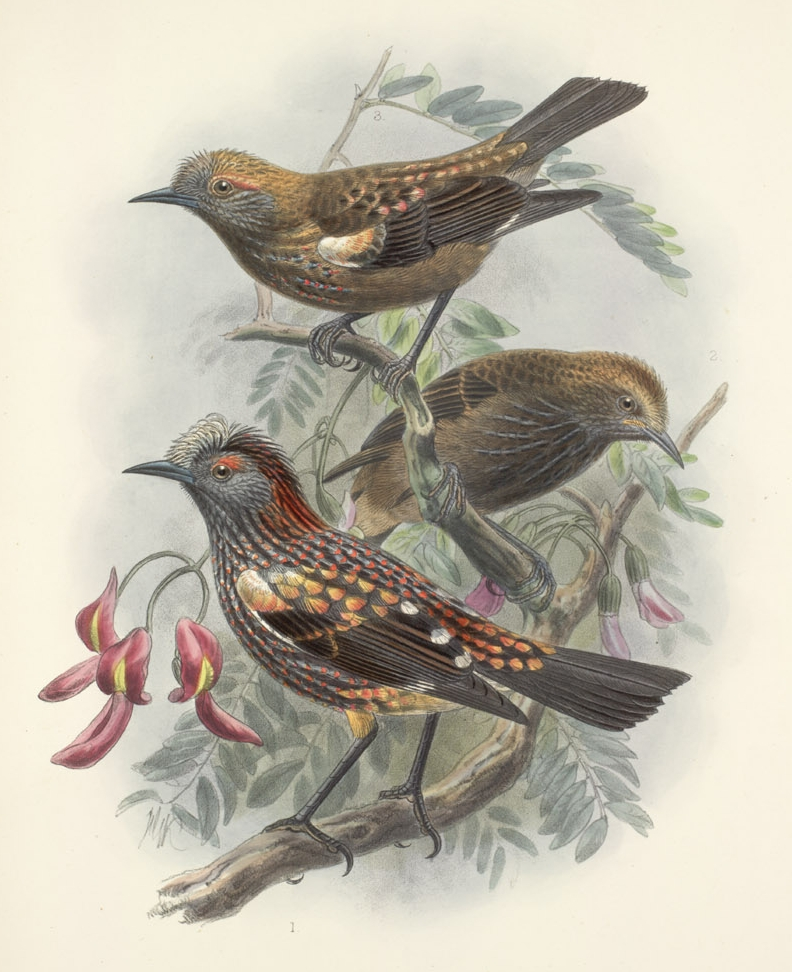
نگاره‌ای از جان جرارد کولمانز